# Жамбалова Ержена Зугдарівна
Ержена Зугдарівна Жамбалова — бурятська акторка, співачка, режисер-постановник та театральний педагог, художній керівник Бурятського академічного театру драми імені Х. Намсараєва, народна артистка Республіки Бурятія, заслужений діяч мистецтв Росії. Підписала звернення на підтримку політики президента Росії Путіна щодо військової інтервенції в Україні.

## Життєпис
Закінчила у 1986 році Ленінградський державний інститут театру, музики і кінематографії за фахом — акторка драматичного театру та кіно.
З 1990 року Ержена Жамбалова працює акторкою Бурятського академічного театру драми ім. Х.Намсараева.
Викладала акторську майстерність на кафедрі театрального мистецтва Східно-Сибірській академії культури та мистецтва з 1997 по 2002 рік.
У серпні 2000 року Жамбалова була призначена директором Бурятською державної філармонії.
З липня 2013 року Жамбалова художній керівник Бурятського академічного театру драми імені Х. Намсараєва.
Звання
- Заслужений діяч мистецтв Російської Федерації (2010)
- Народна артистка Республіки Бурятія
- Заслужена артистка Республіки Бурятія

## Політичні погляди
11 березня 2014 року підписала звернення на підтримку політики президента Росії Путіна щодо військової інтервенції в Україні.